# Hemigraphis baracatanense
Hemigraphis baracatanense är en akantusväxtart som beskrevs av Adolph Daniel Edward Elmer. Hemigraphis baracatanense ingår i släktet Hemigraphis och familjen akantusväxter. Inga underarter finns listade i Catalogue of Life.